# 山形市立蔵王第三小学校
山形市立蔵王第三小学校（やまがたしりつ ざおうだいさんしょうがっこう）は、山形県山形市にある公立小学校である。蔵王第二中学校と併設されている。

## 沿革
- 1874年（明治7年） - 開校[1]
- 1941年（昭和16年）4月 - 堀田村第三国民学校に改称
- 1947年（昭和22年）4月1日 - 堀田村立堀田第三小学校に改称
- 1950年（昭和25年）10月10日 - 蔵王村立蔵王第三小学校に改称
- 1956年（昭和31年）12月23日 - 山形市立蔵王第三小学校に改称
- 1970年（昭和45年）12月19日 - 蔵王第三小・第二中学校校舎増改築完成[1]

## 通学区域
- 蔵王温泉[2]

## 進学先中学校
- 山形市立蔵王第二中学校[2]